# Jehanne
Pour plus de détails, voir Fiche technique et Distribution.
Jehanne est un court métrage français réalisé par Robert Enrico, sorti en 1956.

## Fiche technique
- Titre : Jehanne
- Réalisation : Robert Enrico
- Scénario : Robert Enrico
- Pays d'origine :  France
- Durée : 21 minutes
- Date de sortie : 1956

## Distribution
- Alain Cuny : voix

## Sélection
- 1956 : Festival de Venise[1]